# Čefur
Čefúr (tudi júgovič) je slogovno obarvana beseda, ki slabšalno označuje prebivalce Slovenije, ki izvirajo iz drugih držav bivše Jugoslavije oziroma so potomci takšnih priseljencev.
Izraz je v Slovarju slovenskega knjižnega jezika. Izhaja iz turcizma čifut (turško cühut, arabsko يهود, yähud), ki je turški izraz za Juda.